# Trovafloxacina
Trovafloxacina (comercializado como Trovan por Pfizer y Turvel por Laboratorios Almirall) es un antibiótico de amplio espectro que inhibe el desenrrollamiento del ADN superenrollado en varios tipos de bacterias mediante el bloqueo de la actividad de la ADN girasa y ADN topoisomerasa IV. Fue retirado del mercado debido al riesgo de hepatoxicidad. En comparación con las fluoroquinolonas anteriores, presentaba unos mayores efectos sobre bacterias gram positivas y menores sobre bacterias gram negativas.

## Reacciones adversas
El uso de trovafloxacina está significativamente restringido en EE. UU. debido a su elevado potencial de inducir daño hepático, que en ocasiones resulta letal. Por ello solo se administra en casos de emergencia. En Europa, la Agencia Europea del Medicamento retiró por completo el medicamento.

## Fraude y controversia

### Caso Trovan en Nigeria
En el año 1996, durante una epidemia de meningitis, la farmacéutica Pfizer llevó a cabo ensayos con este medicamento en el estado nigeriano de Kano. Dicho fármaco fue administrado a un centenar de niños, mientras que otro centenar fue tratado con el fármaco de referencia ceftriaxona, aunque en un dosis significativamente menor que la establecida por organismos como la FDA, presuntamente con objeto de favorecer los resultados del medicamento propio. Un total de once niños fallecieron en estos ensayos, de los cuales 5 habían sido tratados con Trovan y 6 con ceftriaxona. Otros sufrieron ceguera, sordera y daños cerebrales, secuelas comunes de meningitis, que no han sido observadas en pacientes tratados con trovafloxacin para otros tipos de infección.
Una investigación llevada a cabo por el periódico Washington Post publicada en el año 2000 concluyó que Pfizer llevó a cabo estos ensayos de manera ilegal, sin la autorización del Gobierno nigeriano o sin el consentimiento de los padres de los niños sometidos a experimentación. Los resultados de esta investigación también pusieron de manifiesto que supuestamente Pfizer llevó a cabo estos ensayos sin la realización de test previos, a lo que Pfizer respondió que cuando la Organización Mundial de la Salud (OMS) les pidió ayuda en 1996 para frenar la epidemia, ya habían probado Trovan en 5000 pacientes. Uno de los trabajadores de la compañía, Juan Walterspiel había enviado una carta a los ejecutivos denunciando una violación de las normas éticas del experimento. El trabajador fue despedido al día siguiente, aunque según Pfizer fue debido a otros motivos.
Entre los años 2002 y 2005 las víctimas de estos ensayos con Trovan presentaron una serie de demandas en los Estados Unidos que no tuvieron éxito. Sin embargo en enero de 2009, las Cortes de Apelaciones de Estados Unidos (United States courts of appeals) dictaminó que las víctimas nigerianas y sus familias tenían derecho a presentar una demanda contra Pfizer en EE. UU. bajo el Estatuto de reclamación por agravios contra extranjeros. A finales de julio del año 2009 la farmacéutica alcanzó un acuerdo con el Estado de Kano por valor de 75 millones de dólares como indemnización, de los que 35 millones irán a parar a las familias. A pesar de ello la empresa mantuvo su inocencia alegando que Trovan ayudó a salvar vidas con un índice de supervivencia mayor que el fármaco empleado como control.
Otras dos demandas continúan pendientes en Nueva York. De acuerdo con documentos diplomáticos filtrados de los Estados Unidos, un gerente de Pfizer admitió haber contratado a investigadores para descubrir vínculos de corrupción del fiscal general Michael Aondoakaa, con la intención de ejercer presión sobre él para que retirara los cargos contra la compañía.